# Instituto Óscar Domínguez
El Instituto Óscar Domínguez es un espacio museístico integrado en el Tenerife Espacio de las Artes compuesto por dos salas expositivas de 1250 m² cada una, destinadas a mostrar obras de diferentes artistas de calado regional, nacional e internacional de los siglos XX y XXI. 
Está organizado en dos niveles, todos ellos con controles de temperatura y humedad para las obras de arte:
- El superior contiene tres salas de distintos tamaños, una dedicada al pintor tinerfeño Óscar Domínguez. Otra más amplia, donde se puede ver la evolución del arte canario del siglo XX, a través de obras elegidas de diferentes artistas, y una última sección ocupada por obras de autores que desde 1975 han hecho aportaciones significativas al arte internacional. El Cabildo Insular de Tenerife ha realizado esfuerzos para conseguir mediante donaciones, compras o subastas obras del artista que pertenecían a particulares o que se encontraban en otros museos. Obras como Autorretrato, El Caballo de Troya, La Boule Rouonge, Los Caracoles, La Chambre noire, Le Dimanche, Los Saltamontes, Les Siphons, La Voyante o Pájaro abstracto, entre otras, hacen de la colección permanente de esta sala la mayor muestra mundial del arte de Domínguez con un total de 44 piezas de todas las etapas del pintor, aunque abundan más las de sus primeros años, en la década de los 30, que es su época más surrealista. Asimismo, una amplia muestra de la decalcomanía, técnica de la cual es padre, completa el contenido expositivo del pintor.

- El nivel inferior alberga una gran superficie que puede ser subdividida para ajustarse a las necesidades de las exposiciones temporales de talla internacional.